# Réserve naturelle de Lagmannsholmen
La réserve naturelle de Lagmannsholmen  est une réserve naturelle norvégienne  qui est située dans la municipalité de Bærum dans le comté d'Akershus.

## Description
La réserve naturelle de Lagmannsholmen comprend l'îlot allongé de Lagmannsholmen et la zone maritime à environ 50 mètres à l'extérieur et la zone de plage sur la péninsule de Fornebu.
L'îlot n'est pas végétalisé et le substratum rocheux est constitué de roches sédimentaires de la période géologique de l'Ordovicien. L'ilot est riche en fossiles du rift d'Oslo. L'endroit a une grande valeur de recherche.
Lagmannsholmen est également un lieu de reproduction important pour la mouette rieuse, une espèce qui a connu un déclin important dans l'Oslofjord depuis les années 1980. En outre on y trouve aussi l'eider à duvet, le goéland cendré, le grand cormoran
Il y a une interdiction de circulation sur Lagmannsholmen et la zone maritime environnante du 15 avril au 15 juillet. De plus, il n'est pas permis d'extraire des fossiles de la roche solide.

## Galerie

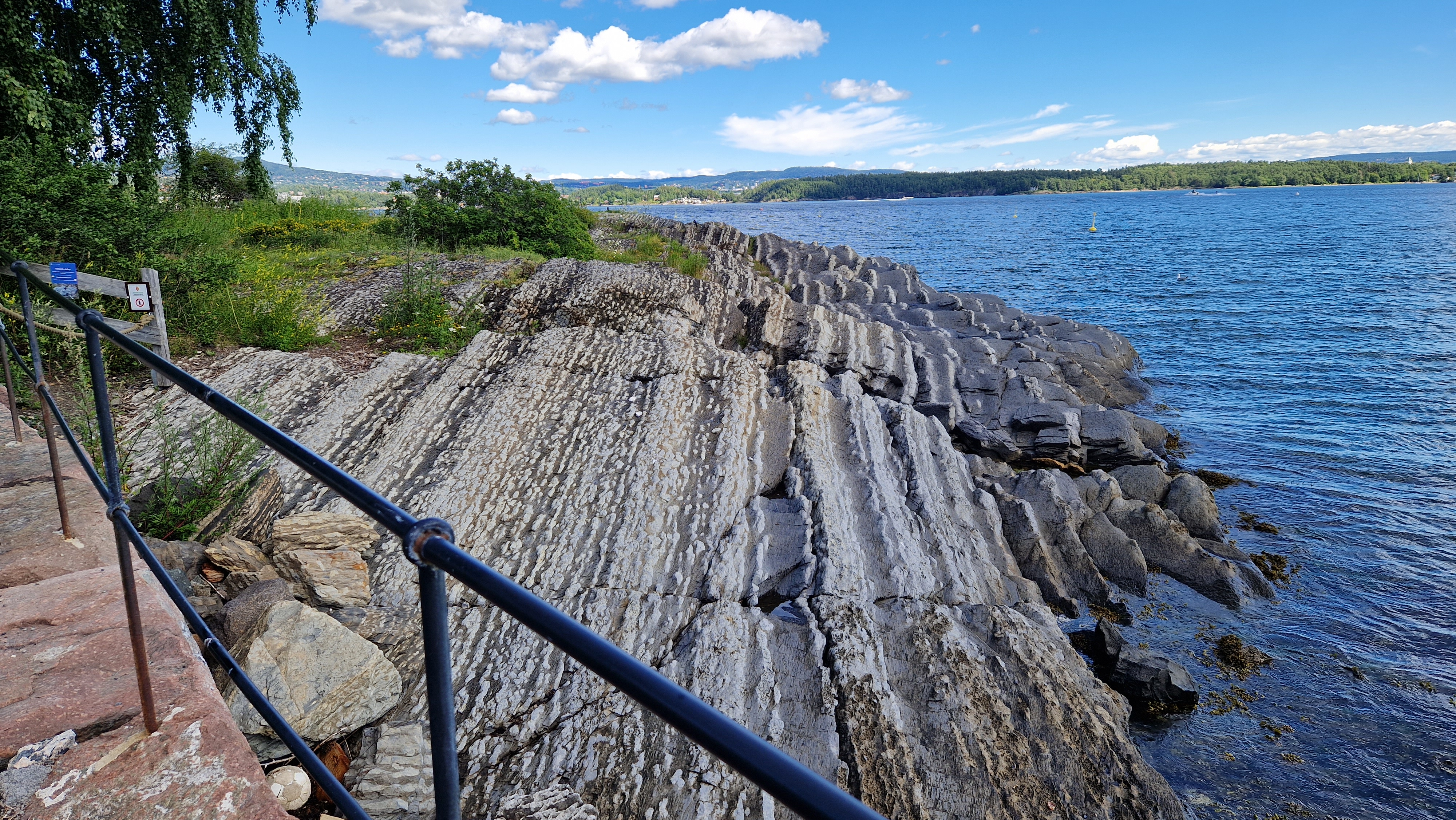
Affleurement rocheux
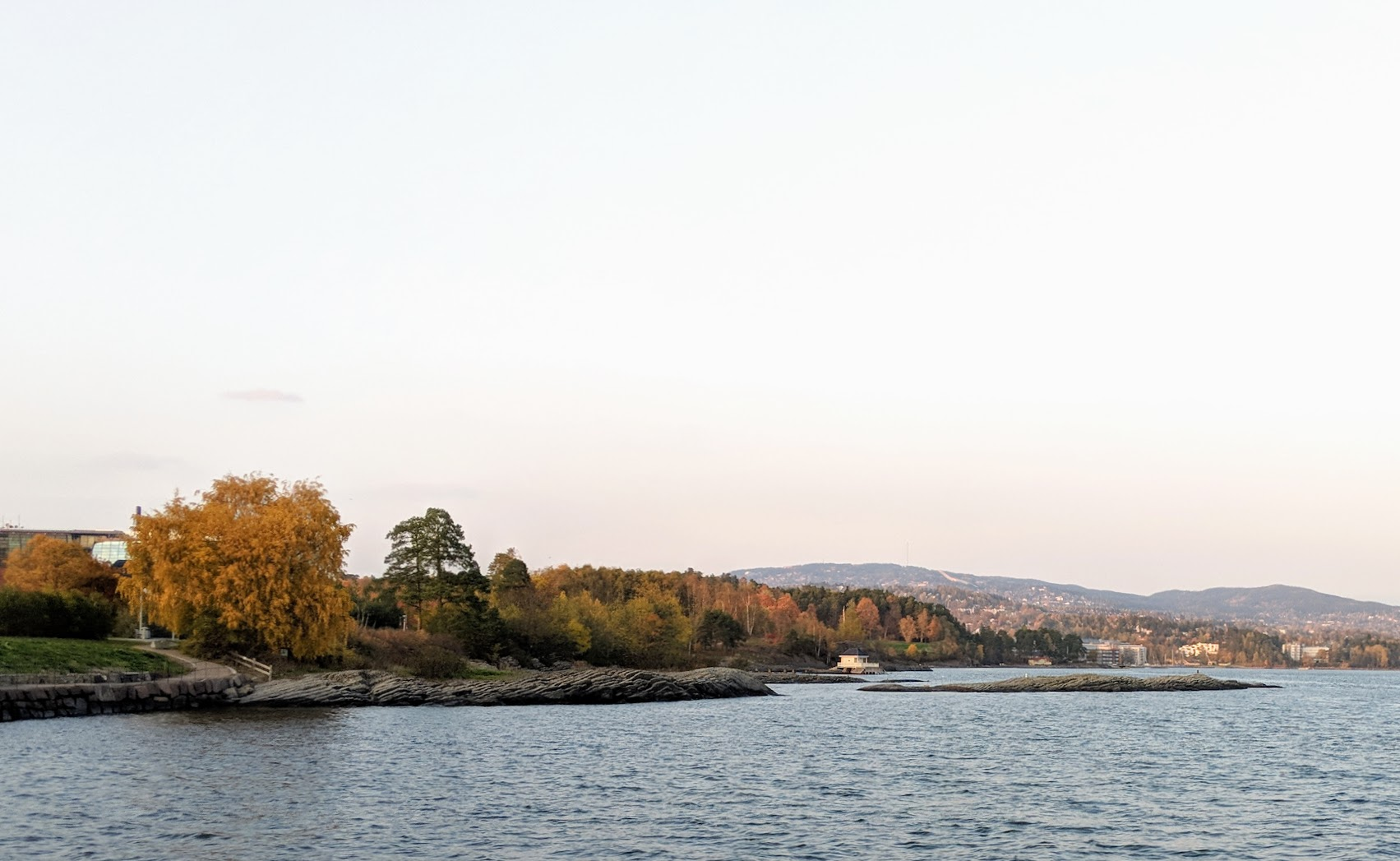
Lagmannsholmen